# Cecidomyia nervosa
Cecidomyia nervosa är en tvåvingeart som beskrevs av Joseph Waltl 1837. Cecidomyia nervosa ingår i släktet Cecidomyia och familjen gallmyggor.
Artens utbredningsområde är Tyskland. Inga underarter finns listade i Catalogue of Life.